# От Ел Ей до Вегас
„От Ел Ей до Вегас“ (на английски: LA to Vegas) е американски ситком. Излъчен е по Fox от на 2 януари 2018 г. до 1 май 2018 г. Сериалът проследява живота на екипажа на нискотарифната авиолиния „Джакпот Еърлайнс“, обслужвайки ежеседмичните полети от Лос Анджелис до Лас Вегас през уикенда. На 21 май 2018 г. е спрян само след един сезон.

## Актьорски състав

### Главни
- Ким Матула – Вероника „Рони“ Месинг, опитна стюардеса в „Джакпот Еърлайнс“.
- Ед Уийкс – Колин, професор по икономика с британски произход, с Рони започват връзка, след като той се разделя с жена си, пътува до Вегас всеки уикенд, за да вижда сина си.
- Нейтън Лий Греъм – Бърнард Джасър, стюард, колега на Рони.
- Шон Кавана – Пол, енергичен студент, който си пада по Рони и често пътува с авиокомпанията.
- Оливия Маклин – Никол, стриптийзьорка, която пътува от Ел Ей до Вегас, за да работи през уикенда.
- Питър Стормаре – Артем, ексцентричен руснак комарджия.
- Дилън Макдърмът – капитан Дейв Пратман, пилот на компанията, който е служил във въздушните сили на САЩ, опитва се да забрави болката от провалените му бракове, чрез дрога, алкохол и жени.

### Второстепенни
- Амир Талай – Алън, втори пилот.
- Кедър Донъхю – Меган, бившата съпруга на Колин.
- Дърмът Мълроуни – капитан Стив Джасър, съперник на Дейв.
- Джош Дъмел – капитан Кайл.
- Дон Джонсън – Джак Силвър.

## „От Ел Ей до Вегас“ в България
В България сериалът започва излъчване на 25 август 2018 г. по Fox, всяка събота и неделя от 21:30. Дублажът е на студио Доли. Ролите се озвучават от артистите Мина Костова, Елена Бойчева, Христо Чешмеджиев, Христо Димитров и Константин Лунгов.